# Artère coronaire
Les artères coronaires, dont le nom vient de leur disposition en couronne autour du cœur, sont des artères recouvrant la surface du cœur, permettant de vasculariser (irriguer), et par conséquent de nourrir, le muscle cardiaque (myocarde). On distingue l'artère coronaire gauche et l'artère coronaire droite, toutes deux prenant naissance de l'aorte.

## Anatomie
Elles naissent de la face antérieure du début de l'aorte thoracique ascendante au niveau du sinus de Valsalva et restent à la surface du cœur où elles cheminent dans les sillons cardiaques. Leur calibre est petit (2  à   4 mm dans les premiers centimètres, suivant l'artère), légèrement inférieure chez la femme, même en tenant compte tenu de la corpulence.
Les deux artères peuvent être partiellement obstruées par les valvules aortiques antérieures lors de la systole. C'est pourquoi le débit coronaire se fait essentiellement en diastole.
Ce sont des artères terminales, c'est-à-dire que chaque portion du myocarde est irriguée par une seule branche de ces artères.
La vascularisation coronaire représente 5 à 10 % du débit cardiaque.

### Artère coronaire gauche
Elle débute par un tronc commun naissant du sinus aortique antéro-gauche, juste au-dessus de la valvule aortique semi-lunaire gauche. Elle passe en arrière du tronc artériel pulmonaire gauche et sous l'auricule gauche qui se divise rapidement en :
- une artère interventriculaire antérieure (ou IVA) qui descend dans le sillon interventriculaire antérieur. Elle donne plusieurs artères septales antérieures, qui pénètrent dans le septum interventriculaire vascularisant les 2/3 supérieurs du septum et notamment les branches du faisceau de His, plusieurs artères diagonales restant à la surface du cœur, en regard du ventricule gauche, et de courts « rameaux droits » vascularisant le ventricule droit. La grande veine du cœur chemine à la gauche de l'IVA ;
- une artère circonflexe, dans le sillon auriculo-ventriculaire postérieur, et qui donne des artères postéro-latérales, appelées également artères marginales, dont l'artère latérale du ventricule gauche, irriguant la paroi postérieure du ventricule gauche et des artères atriales gauches, antéro-supérieures, du bord gauche et postérieure.

### Artère coronaire droite
Elle dessine un « C » dans le sillon auriculo-ventriculaire antérieur. On distingue globalement un premier segment horizontal, un deuxième segment vertical et un troisième segment horizontal. Elle se divise à la partie inférieure du cœur en artère interventriculaire postérieure (ou IVP) et en artère rétroventriculaire. La séparation en ces deux dernières s'appelle communément « la croix du cœur ». L'artère coronaire droite irrigue le ventricule droit et la partie inférieure du ventricule gauche.
Elle donne également plusieurs branches collatérales :
- artère infundibulaire droite vascularisant les parois de l'aorte et de l'artère pulmonaire ;
- artère atriale droite antérieure vascularisant la face antérieure de l'atrium droit et le septum interatrial avec le nœud sino-atrial ;
- artère atriale du bord droit ;
- artère atriale droite postérieure ;
- 4 à 5 branches ventriculaires antérieures ;
- artère marginale droite ;
- 7 à 12 artères septales postérieures.

Cette artère permet d'amener le sang vers :
- le tiers postérieur du septum inter-ventriculaire ;
- le nœud sinusal dans deux tiers des cas (par l'artère atriale droite antérieure) ;
- le nœud atrio-ventriculaire (d'Aschoff-Tawara) ;
- le tronc du faisceau de His.

### Circulation terminale
Le réseau coronarien est dit classiquement « terminal », c'est-à-dire sans anastomose (liaison artérielle) entre les trois vaisseaux. Il existe cependant une grande variabilité suivant les individus et l'ancienneté d'une maladie coronarienne (développement d'une collatéralité pouvant être importante dans ces cas) et la moitié des occlusions chroniques d'une artère ne semble pas avoir de manifestation sur le muscle cardiaque même si cette proportion est probablement surestimée.
Il en existe plusieurs types :
- intracoronariennes, entre les vaisseaux de la même artère ;
- intercoronariennes : atriales (ponts entre les artères droites et gauches), ventriculaires (idem) et septales (idem) ;
- extracoronariennes par le vasa vasorum des gros vaisseaux de la base du cœur et l'artère péricardique.

Ces réseaux ne suffisent pas, le plus souvent, à irriguer le cœur en cas d'obstruction des artères coronaires principales.

### Distribution
Suivant l'importance respective de l'artère coronaire droite ou gauche, on parle de réseau droit dominant ou de réseau gauche dominant. Plus de 70 % de la population a un réseau droit dominant.

### Variations anatomiques
L'incidence de ces variations est de l'ordre de 1 %, 9 cas sur 10 concernant des anomalies de naissance et 1 cas sur 10 des fistules coronariennes. Une autre série montre une incidence dépassant 5 %.
Les anomalies les plus fréquentes sont la naissance séparée de l'IVA et du tronc circonflexe (absence de tronc commun, sans conséquence), puis viennent les naissances de la coronaire droite ou de la circonflexe à partir des sinus coronaires, provoquant une ischémie myocardique. La naissance du tronc commun coronaire de l'artère pulmonaire est une anomalie grave, possiblement létale. La naissance de l'artère coronaire gauche au niveau du sinus de Valvava antérieur-droit implique un passage de l'artère entre l'aorte et l'origine de l'artère pulmonaire où elle peut être comprimée et occasionnée des morts subites chez le sujet jeune.
Les coronaires restent à la surface externe du cœur. Dans certains cas peut exister un trajet intramusculaire. On parle dans ce cas de trajet intramyocardique ou de pont musculaire ou de pont myocardique. La contraction du muscle cardiaque peut alors écraser l'artère et cette anomalie peut se manifester par des douleurs thoraciques de type angineuse. Cette variété anatomique semble être assez fréquente puisqu'elle a été retrouvée dans près de 30 % des scanners de coronaires, intéressant essentiellement l'IVA.

## Embryologie
Le développement des artères coronaires se fait à partir du muscle cardiaque, fusionnant dans un second temps au niveau de la racine de l'aorte sous forme de deux artères. La prolifération coronaire nécessite l'action du facteur de croissance de l’endothélium vasculaire de type C (VEGF-C). L'orientation des vaisseaux vers l'aorte serait secondaire à la présence de cardiomyocytes dans la racine de l'aorte (elles sont absentes au niveau de l'artère pulmonaire).

## Exploration

### Visualisation directe

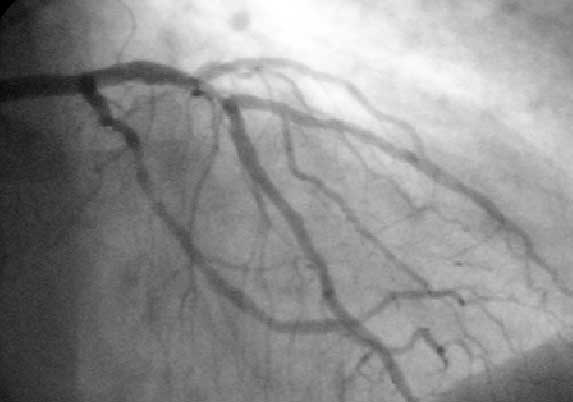
Coronarographie

L'examen permettant de visualiser au mieux  les coronaires est la coronarographie. C'est l'examen de référence pour étudier les différentes pathologies associées, notamment l'infarctus du myocarde et la pathologie d'angor.
Le scanner coronaire multi-barrette est une technique non invasive en plein développement, permettant de reconstituer en trois dimensions les gros troncs coronaires. Par des traitements de l'image, l'artère peut être dépliée sur un même plan ce qui permet d'en faciliter grandement l'analyse. De même cet examen permet de faire une mesure semi-quantitative de la quantité de calcium dans l'artère, permettant d'apprécier les calcifications.
L'imagerie par résonance magnétique nucléaire ne permet pas de visualiser correctement les artères coronaires.
L'échocardiographie n'est, de même, pas une bonne technique pour l'exploration précise de ces structures anatomiques, même si elles peuvent parfois être visualisées dans ses premiers centimètres (essentiellement en échographie trans-œsophagienne).
Par voie endovasculaire, les artères coronaires peuvent être étudiées par : 
- échographie endovasculaire ;
- doppler endovasculaire permettant l'estimation de la « réserve coronaire » par quantification de l'augmentation de la vitesse du flux sanguin dans l'artère en cas de vasodilatation du lit vasculaire d'aval.

Ces deux examens peuvent aider dans la décision d'angioplastie en cas de sténose jugée limite.

### Étude indirecte
Certains examens ne permettent pas de visualiser les coronaires mais de détecter la conséquence d'un rétrécissement sur ces dernières.
Les deux examens les plus couramment utilisés dans ce but sont :
- la scintigraphie myocardique qui permet de détecter une lacune de fixation d'un traceur radioactif sur le muscle cardiaque, témoignant d'un défaut de vascularisation à ce niveau ;
- l'échographie de stress qui détecte un défaut de contraction d'une ou plusieurs parois du ventricule gauche, témoignant également d'un possible problème de vascularisation.

La tomographie par émission de positrons, depuis l'autorisation de mise sur le marché du Rubidium 82, autorise une détection nettement plus fine des parois du myocarde. Ce produit étant un analogue du potassium, la TEP donne une détection supérieure à la scintigraphie myocardique. De plus, cet appareil étant couplé à un scanner, cela permet d'accentuer d'autant plus la qualité des images (fusion TEP-TDM et correction d'atténuation) et surtout laisse entrevoir le couplage des deux techniques et d'offrir ainsi un examen scano-angiographique des coronaires ou scanner coronaire tout cela en un seul et même examen pour le patient.

## Pathologie
Les artères coronaires étant terminales, une obstruction a en principe une répercussion sur le fonctionnement de l'organe :
- la sténose (rétrécissement partiel) d'une artère coronaire peut être responsable d'un angor se manifestant le plus souvent par une douleur thoracique réversible ;
- l'occlusion d'une artère coronaire entraîne un infarctus du myocarde ;
- ALCAPA : l’artère coronaire gauche prend naissance au niveau de l'artère pulmonaire et non du sinus coronaire gauche.